# Bornmuellera
Bornmuellera es un género con ocho especies de plantas, pertenecientes a la familia Brassicaceae.

## Taxonomía
El género fue descrito por Heinrich Carl Haussknecht y publicado en Mitth. Thüring. Bot. Vereins ser. 2. 11: 71. 1897.

## Especies
- Bornmuellera angustifolia
- Bornmuellera baldaccii
- Bornmuellera cappadocica
- Bornmuellera dieckii
- Bornmuellera glabrescens
- Bornmuellera kiyakii
- Bornmuellera petri
- Bornmuellera tymphaea